# Dreisam
De Dreisam is een 30 km lange rivier in de Duitse deelstaat Baden-Württemberg. Zij ontstaat bij Kirchzarten door samenvloeiing van de linkse Rotbach uit het Höllental en de rechtse Wagensteinbach. Zij stroomt in noordwestelijke richting, door Freiburg im Breisgau, en mondt bij Riegel am Kaiserstuhl van links in de Elz, die zelf kort daarna in de Rijn uitmondt.

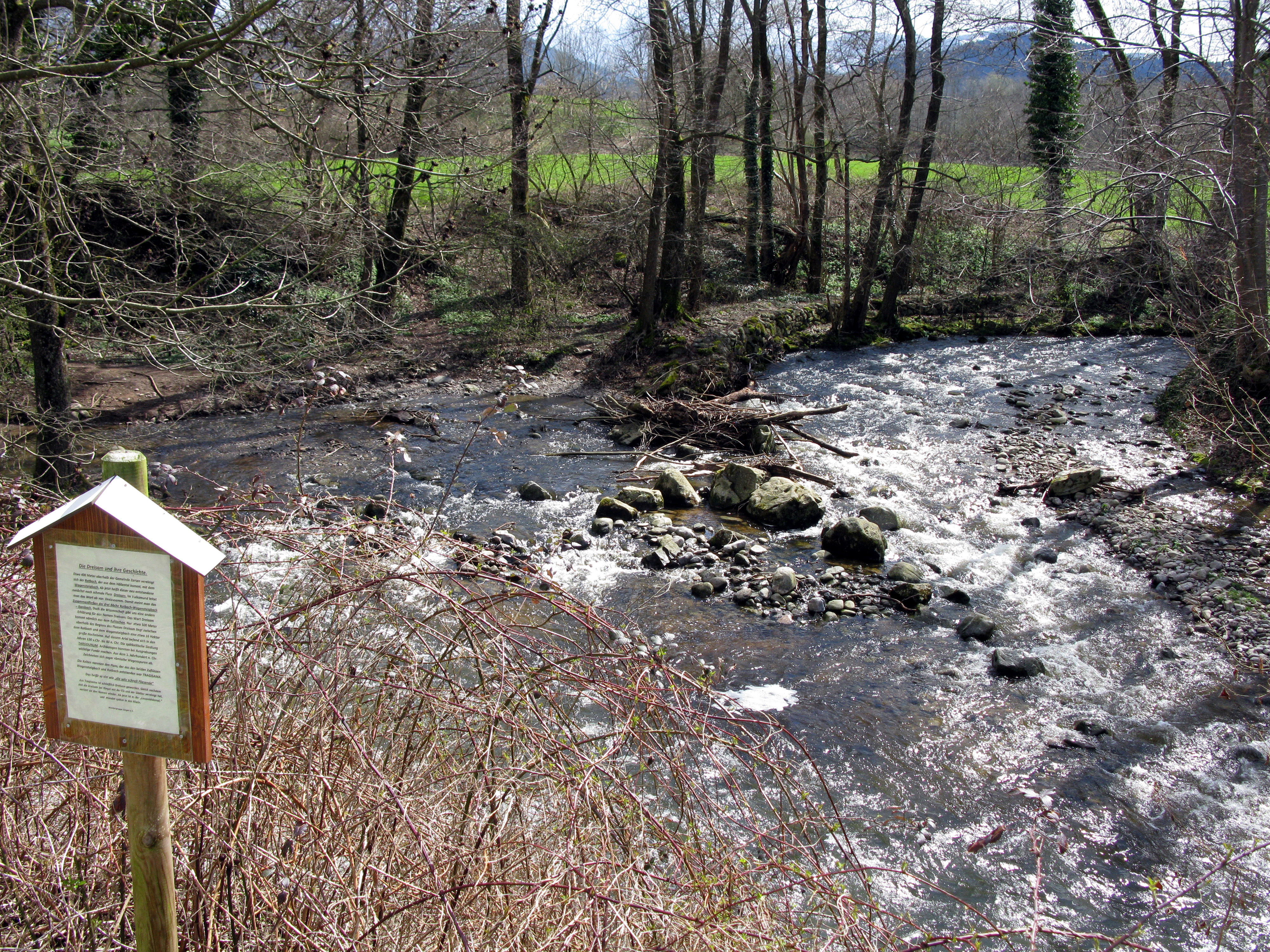
Samenvloeiing van de 2 bronbeken tot Dreisam

Zij is over haar volledige lengte gekanaliseerd en is overstromingsgevoelig.
Aan de oostkant van Freiburg takt het Gewerbekanaal af. Dit kanaal, dat zich nog splitst in een noordarm en een zuidarm, is de aanvoer voor de Freiburger Bächle. Kort na de monding in de Elz takt het 15 km lange Leopoldskanaal af, dat bij hoge waterstanden het water rechtstreeks naar de Rijn af kan voeren.
- Gemeinsame Normdatei: 4091227-9
- Virtual International Authority File: 244100667